# Чемпіонат СРСР з легкої атлетики в приміщенні 1971 — 1500 метрів (жінки)

## Результати

### Фінал
| Місце | Атлетка           | Регіон | Місто/Область   | Результат |
| ----- | ----------------- | ------ | --------------- | --------- |
| 1     | Людмила Брагіна   | РРФСР  | Краснодар       | 4.20,2    |
| 2     | Раїса Діястинова  | РРФСР  | Горький         | 4.24,7    |
| 3     | Ольга Двірна      | РРФСР  | Іваново         | 4.27,0    |
| 4     | І. Таборська      | РРФСР  | Свердловськ     | 4.27,3    |
| 5     | Насіме Гіматова   | РРФСР  | Свердловськ     | 4.27,3    |
| 6     | Н. Розова         | РРФСР  | Московська обл. | 4.28,2    |
| 7     | Галина Кузьміна   | РРФСР  | Свердловськ     | 4.29,0    |
| 8     | Любов Вільшанська | Москва | Москва          | 4.29,4    |